# Faces Down
Faces Down é o álbum de estreia do cantor, compositor e guitarrista norueguês Sondre Lerche, lançado em 2001.
A canção Modern Nature também foi integrada na trilha sonora do filme Dan in Real Life, no qual Sondre Lerche compôs a maioria das músicas.

## Faixas
1. "Dead Passengers"
2. "You Know So Well"
3. "Sleep on Needles"
4. "Suffused with Love"
5. "Side Two"
6. "Modern Nature" (com Lillian Samdal)
7. "Virtue and Wine"
8. "On and Off Again"
9. "No One's Gonna Come"
10. "All Luck Ran Out"
11. "Things You Call Fate"
12. "Rosebud" (faixa bônus nos Estados Unidos) / "Don't Be Shallow" (faixa bônus no Japão)